# Fox Entertainment Group
Fox Entertainment Group var et amerikansk underholdningsfirma, der bl.a. ejede det velkendte højreorienterede nyhedsmedie Fox News Channel og filmstudiet 20th Century Studios. Fox Entertainment Group var ejet af moderselskabet 21st Century Fox (det tidligere News Corporation), som frem til marts 2019 var et amerikansk børsnoteret multinationalt medieselskab, der var kontrolleret af Rupert Murdoch. 
Efter at The Walt Disney Company i 2019 opkøbte 21st Century Fox blev Fox Entertainment Group's forskellige aktiver enten fordelt mellem eksisterende Disney-enheder (datterselskaber) eller udskilt. Således blev eksempelvis filmstudierne 20th Century Fox, Fox Searchlight Pictures og Blue Sky Studios alle overført til Walt Disney Studios, mens forskellige nyhedsaktiver – herunder Fox News Channel – blev udskilt i et nyt uafhængigt børsnoteret selskab ved navn Fox Corporation. 
| Erhverv og erhvervsliv | Spire Denne artikel om erhverv, erhvervsliv og arbejdsmarked er en spire som bør udbygges. Du er velkommen til at hjælpe Wikipedia ved at udvide den. |